# American Journal of Epidemiology
American Journal of Epidemiology (AJE, рус. Американский журнал эпидемиологии) — ежемесячный рецензируемый научный журнал с открытым доступом, в котором публикуются результаты эмпирических исследований, мнения и методологические разработки в области эпидемиологических исследований. В настоящее время главным редактором является Энрике Шистерман.
Издание индексируются в PubMed, Embase и других базах данных. По состоянию на февраль 2025 года занимает 15-е место в области эпидемиологии в Google Scholar. Индекс Хирша — 288. Импакт-фактор составляет 5.0, по данным Journal Citation Reports.

## Редакционная коллегия
- Главный редактор: Энрике Шистерман, магистр, доктор философии, автор более 350 рецензируемых работ вметодологических и этиологических научных журналах, лауреат Премии за выдающийся вклад в эпидемиологию в области разработки методов от Американского колледжа эпидемиологии[англ.] и Премии за выдающиеся достижения в области образования от Общества эпидемиологических исследований[англ.]. Избранный член Американского эпидемиологического общества[англ.] и бывший президент Общества эпидемиологических исследований[4].
- Почётные главные редакторы: Мойзес Шкло[англ.][4].

## Импакт-фактор
| Год  | ИФ     | Место в категории |
| ---- | ------ | ----------------- |
| 2024 | н/д    | н/д               |
| 2023 | 5.0▬   | 33/403            |
| 2022 | 5.0▼   | 48/207            |
| 2021 | 5.363▲ | 55/210            |
| 2020 | 4.897▲ | 32/203            |
| 2019 | 4.526▲ | 23/193            |
| 2018 | 4.473▲ | 20/186            |
| 2017 | 4.322▼ | 18/180            |
| 2016 | 4.825▼ | 14/176            |
| 2015 | 5.036▼ | 12/172            |
| 2014 | 5.230▲ | 9/162             |
| 2013 | 4.975▲ | 11/160            |
| 2012 | 4.780▼ | 9/158             |
| 2011 | 5.216▼ | 6/157             |
| 2010 | 5.745▲ | 6/140             |
| 2009 | 5.589▲ | 5/122             |
| 2008 | 5.454▲ | 6/105             |
| 2007 | 5.285▲ | 4/100             |
| 2006 | 5.241  | 4/98              |